# Winzerhaus Erdmann

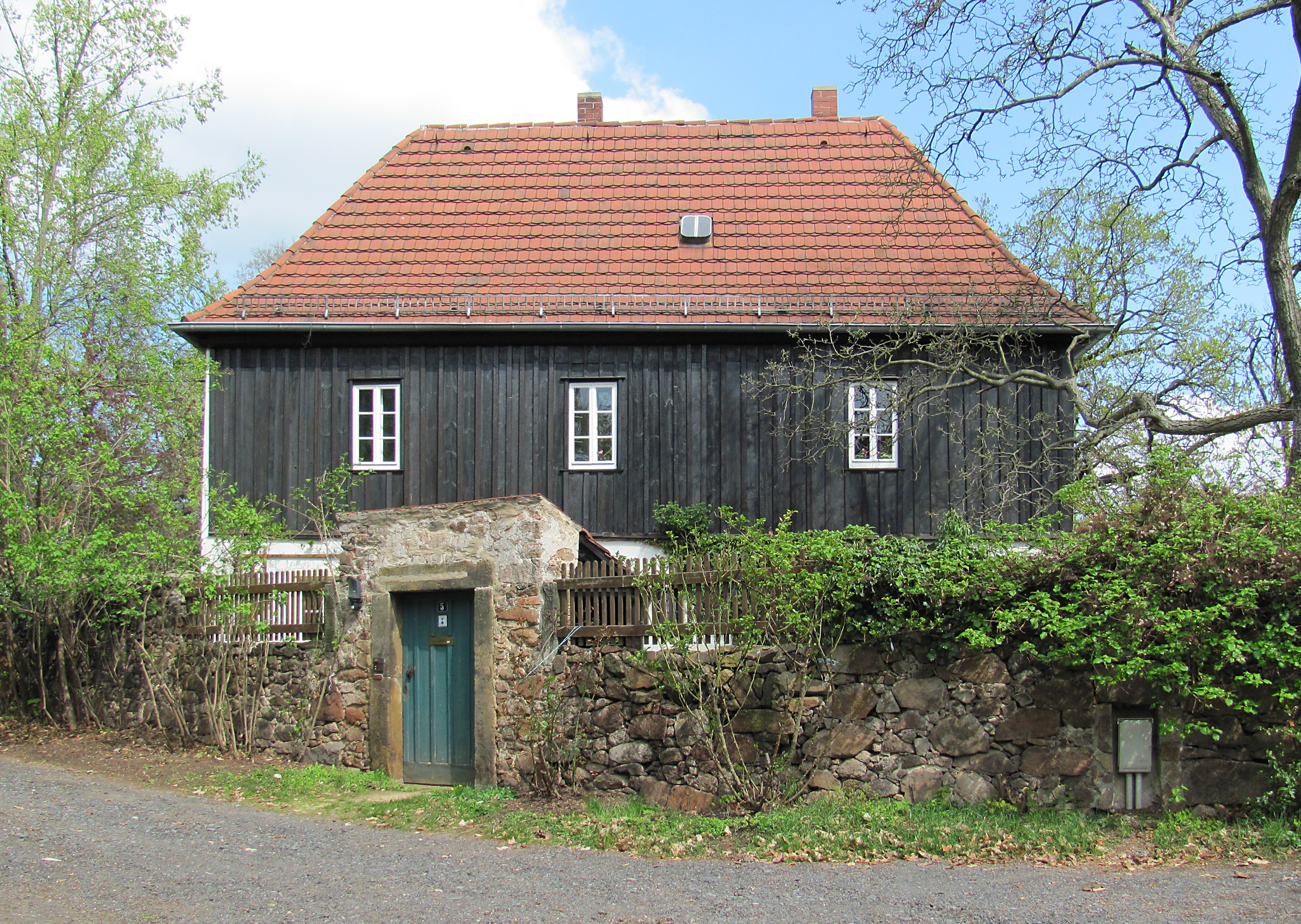
Haus Erdmann

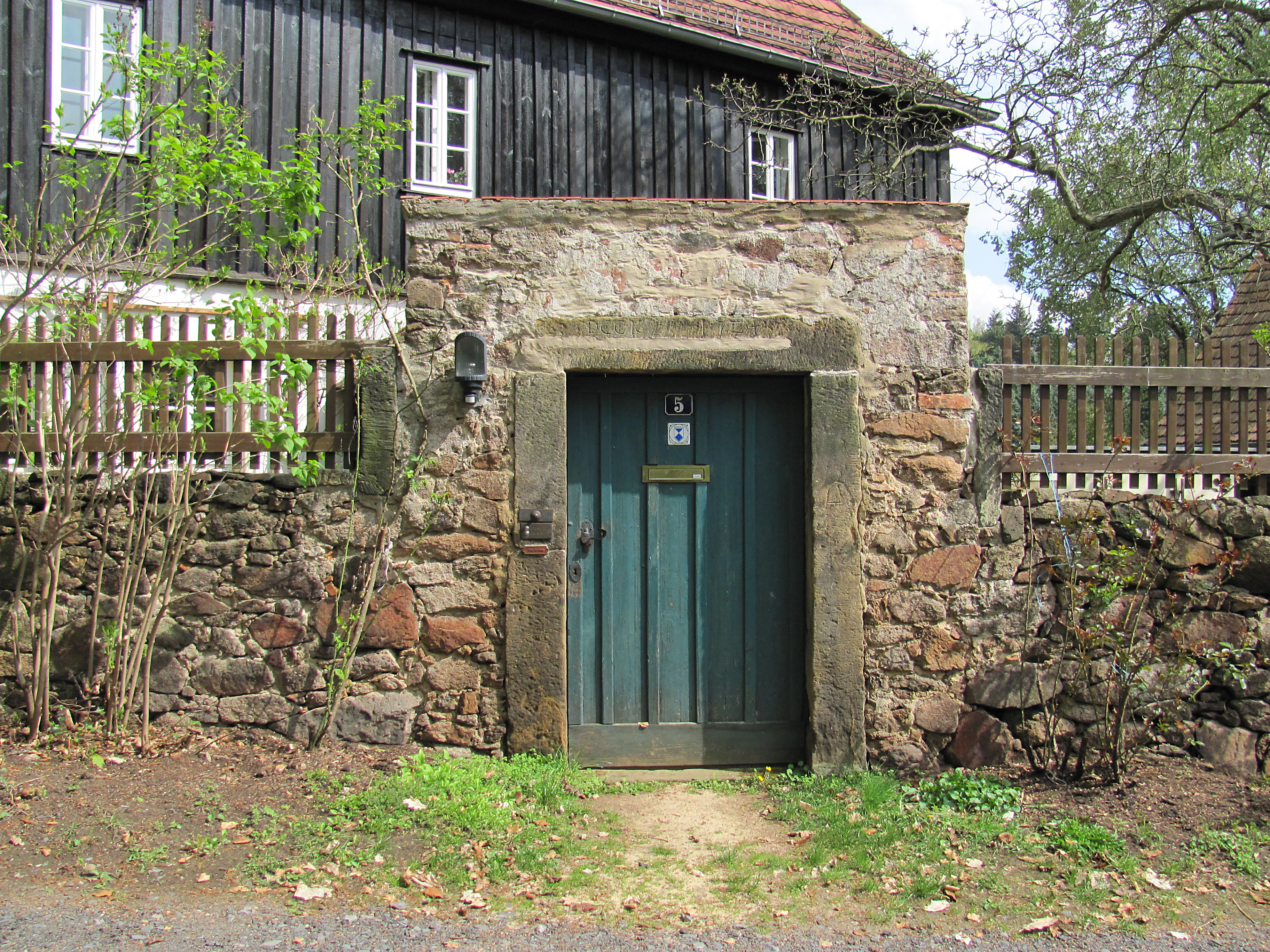
Haus Erdmann, Eingangspforte

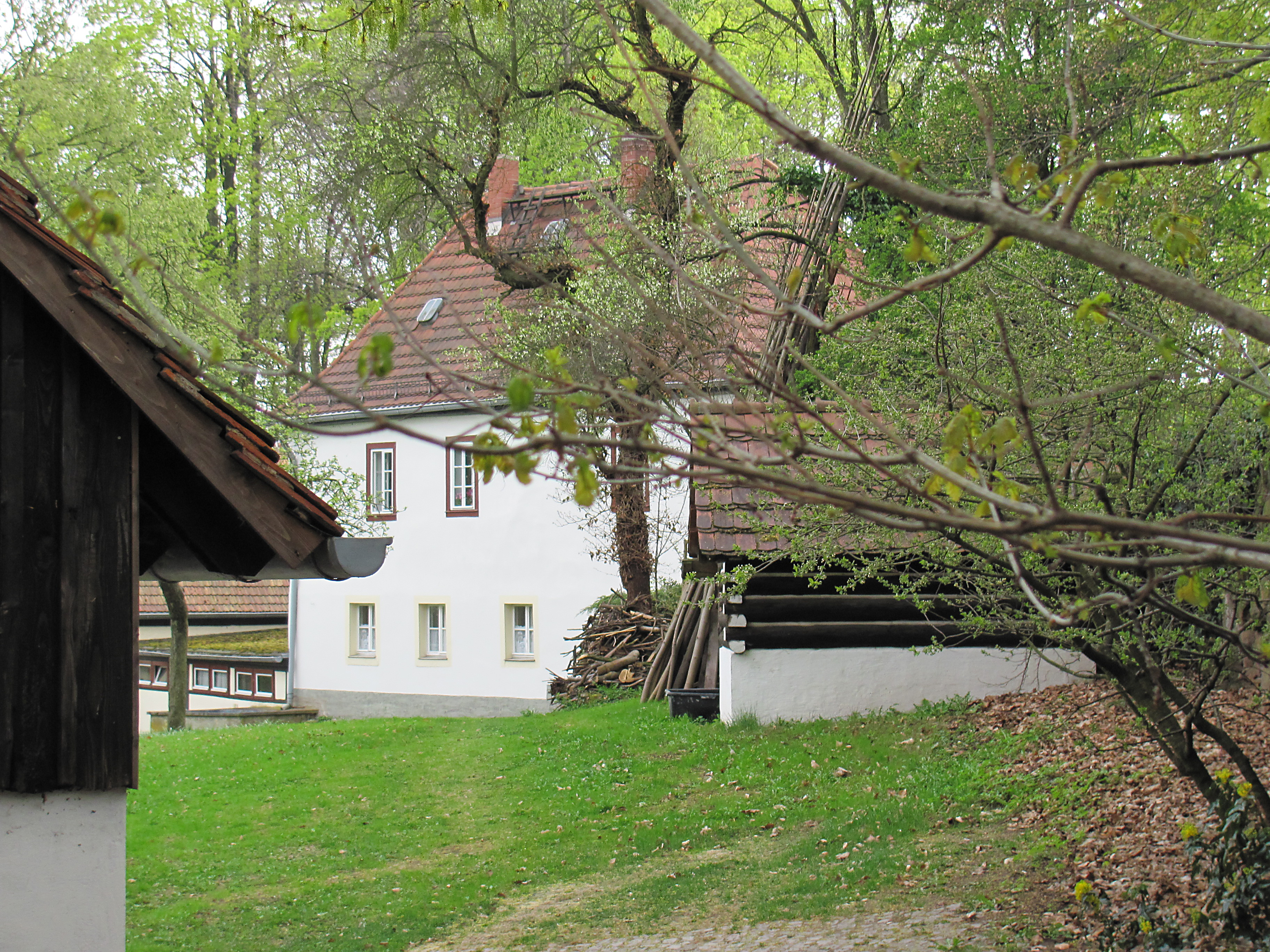
Haus Erdmann, Rückseite mit Brunnenhaus

Das Winzerhaus Erdmann, auch Haus Erdmann oder früher Minckwitz´sches Winzerhaus, war als Oberes Winzerhaus mit seinem Grundstück bis 1933 Teil des historischen Weinguts Minckwitzscher Weinberg. Es liegt in der Finsteren Gasse 5 im Stadtteil Niederlößnitz der sächsischen Stadt Radebeul, am nördlichen und damit bergseitigen Ende des Minckwitzschen Weinbergs. Das 1933 aus dem Weingut abgetrennte Weinbergsgrundstück Finstere Gasse 5, das im Denkmalschutzgebiet Historische Weinberglandschaft Radebeul liegt, zählt heute noch mit seinen Weinbergsmauern als Bestandteil sowohl der denkmalpflegerischen Sachgesamtheit als auch des Werks der Landschafts- und Gartengestaltung Minckwitzscher Weinberg.

## Beschreibung
Die sich auf dem Grundstück befindenden Gebäude, das Winzerhaus Erdmann, die ehemalige Scheune und das Brunnenhaus, stehen ebenso wie die das Winzergehöft umfriedenden Bruchsteinmauern nebst Pforte unter Denkmalschutz.
Das Winzerhaus ist ein zweigeschossiges Gebäude mit einem massiven und verputzten Erdgeschoss, lediglich im Bereich der viertelgewendelten, eingestemmten Treppe finden sich noch Reste von Fachwerk. Das Obergeschoss wurde aus Fachwerk mit Staken und Lehmausfachung errichtet und später verbrettert. Die Westwand jedoch ist, ebenfalls massiv, vorgesetzt. Der drei Fensterachsen lange Bau steht auf einem von außen zugänglichen Gewölbekeller aus Bruchstein, und er hat ein ziegelgedecktes Walmdach obenauf.
Im Erdgeschoss liegt auf der Westseite die Stube mit Holzbalkendecke und Einschub. Mittig nach Norden gelegen war die Schwarze Küche. Rauchabzugsöffnungen ließen sich in der Dielung der sich darüber befindlichen Geschosse erkennen. Außerhalb des Hauses auf der Nordseite finden sich Fundamentreste des Backofens.
Im Obergeschoss befindet sich ein Festraum für die Herrschaft mit einer feingliedrigen barocken Stuckdecke. Die Stubentür dagegen weist ornamentale Reste auf, die eher der Renaissance zuzuordnen sind.
Hinter dem Winzerhaus steht die ehemalige Scheune, heute zum Wohnhaus umgebaut, auch diese über einem tiefen Gewölbekeller aus Sandstein, in dem sich noch die ursprünglichen Fassbänke befinden.
Ferner steht im Grundstück ein Brunnenhaus. Die Fundamentsteine des abgegangenen Kuhstalls sind teilweise noch vorhanden.
In der Bruchsteinumfriedung befindet sich ein Portal mit einer rechteckigen Pforte, beidseitig eingefasst durch eine Bruchsteinmauer mit hochgesetztem Lattenzaun.

## Geschichte

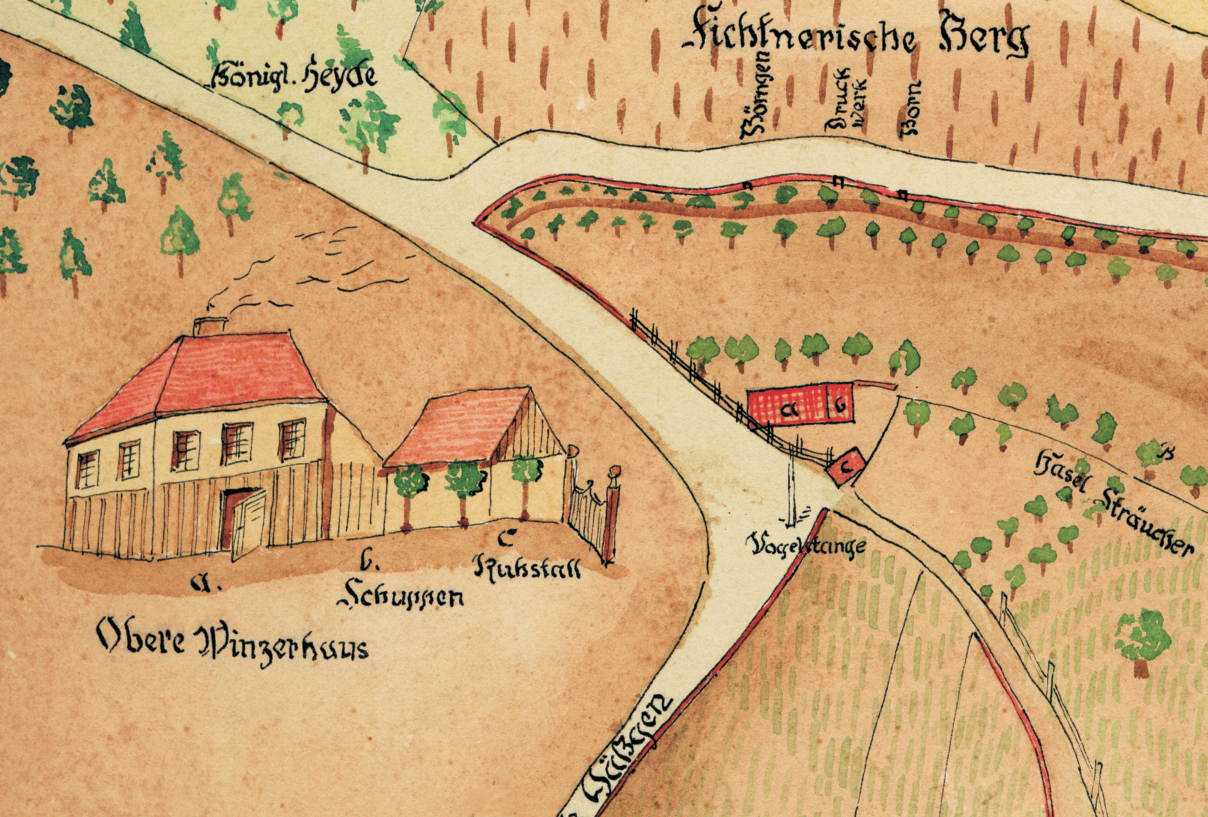
Ausschnitt aus dem Koberschen Plan, 18. Jahrhundert

Das Obere Winzerhaus wurde wohl um 1724 durch den seinerzeitigen Besitzer, den Advokaten Dr. Caspar Christian Kober (1663–1738), wahrscheinlich anstatt eines sich dort befindlichen älteren Gebäudes, als Unterkunft für die Winzerfamilie errichtet, die den Weinberg bewirtschaftete. Im Sandstein-Torsturz finden sich die Initialen D.C.C.K. von Kober sowie die Datierung 1724, dazu im rechten Torgewände eine Schornsteinfegerkraxe als Glückszeichen. Dem Koberschen Plan nach handelte es sich bei dem Winzergehöft um das Winzerhaus mit sich nach Osten anschließendem Schuppen sowie einem Kuhstall.
Vermutlich um 1820 entstand das heute zum Wohnhaus umgebaute Stall- und Scheunengebäude. Um 1880 wurde der Westgiebel des Winzerhauses, die Wetterseite, durch eine Vorsatzschale aus Ziegelmauerwerk geschützt, auch erhielt das Obergeschoss seine Verbretterung, zusammen mit den schlankeren Fenstern.
Nach 1930 verschwanden die noch an den Dachsparren nachweisbaren Fledermausgauben.
Die Besitzverhältnisse des Winzerhauses sind die gleichen wie die des Minckwitzschen Weinbergs, bis 1933 Oswin Erdmann, der langjährige Gärtner der Familie Minckwitz, das Winzerhaus nebst Grundstück erwarb.
Mit dem Jahr 1971 wurde das bis dahin einfache Schindeldach des Winzerhauses durch ein biberschwanzgedecktes Dach in Kronendeckung ersetzt.